# Lalacelle
Lalacelle ist eine französische Gemeinde mit 266 Einwohnern (Stand: 1. Januar 2022) im Département Orne in der Region Normandie. Lalacelle gehört zum Arrondissement Alençon und zum Kanton Damigny. Die Gemeinde ist Teil des Gemeindeverbandes Communauté urbaine d’Alençon. Die Einwohner werden Lacellois genannt.

## Geographie
Lalacelle liegt etwa 21 Kilometer ostnordöstlich von Alençon am Fluss Mayenne, der hier entspringt. Die Gemeinde liegt im Regionalen Naturpark Normandie-Maine. Umgeben wird Lalacelle von den Nachbargemeinden Ciral im Norden, Gandelain im Osten, Champfrémont im Süden und Südosten, Pré-en-Pail-Saint-Samson mit Pré-en-Pail im Westen und Südwesten sowie Saint-Samson im Westen und Nordwesten.
Durch die Gemeinde führt die Route nationale 12.

## Bevölkerungsentwicklung
| Jahr                       | 1962 | 1968 | 1975 | 1982 | 1990 | 1999 | 2006 | 2018 | 2021 |
| -------------------------- | ---- | ---- | ---- | ---- | ---- | ---- | ---- | ---- | ---- |
| Einwohnerzahl              | 317  | 337  | 350  | 282  | 251  | 268  | 265  | 279  | 267  |
| Quellen: Cassini und INSEE |      |      |      |      |      |      |      |      |      |

## Sehenswürdigkeiten
- Kirche Saint-Martin aus dem 19. Jahrhundert

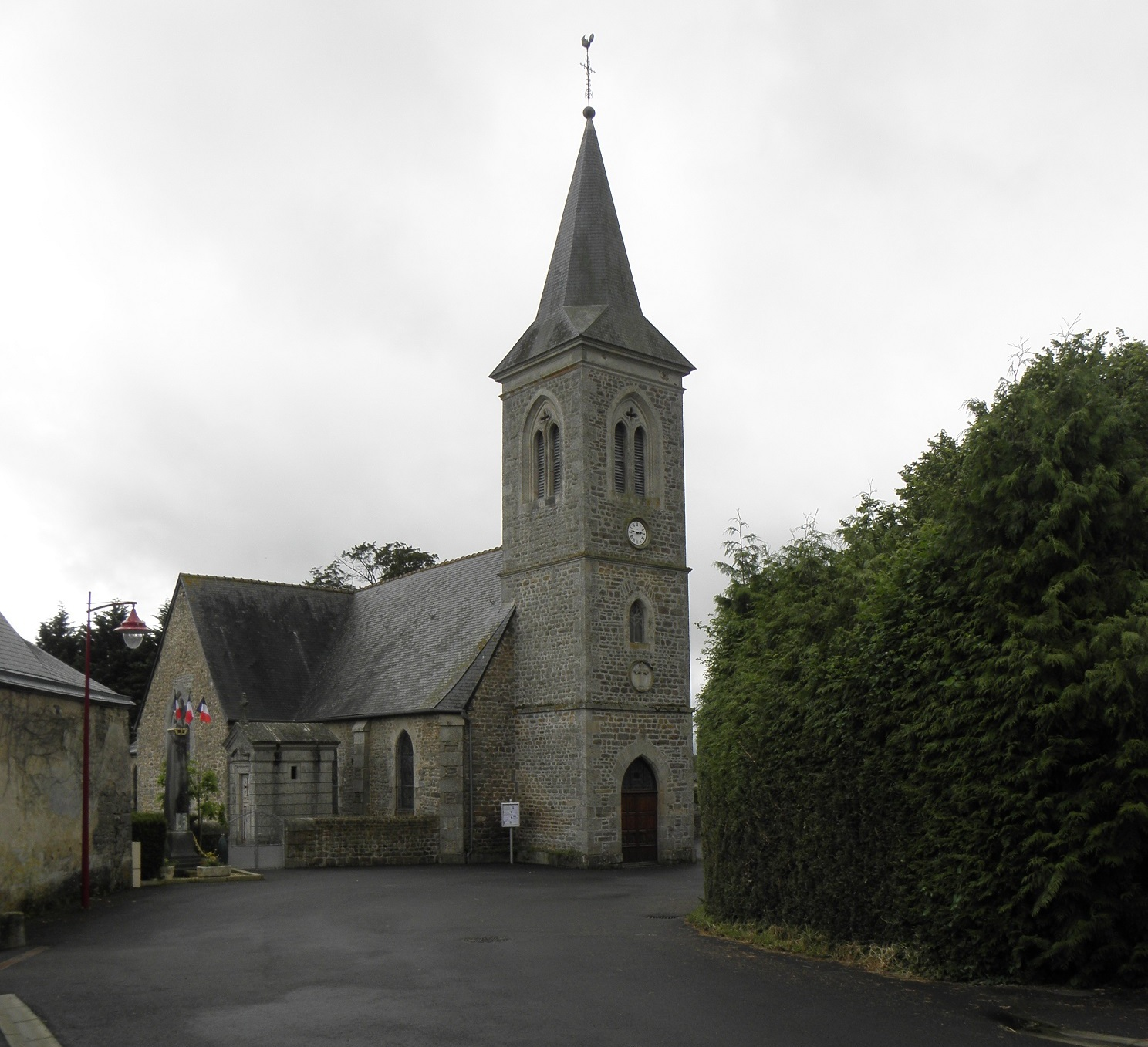
Kirche Saint-Martin

- Schloss aus dem 19. Jahrhundert